# Laas Geel

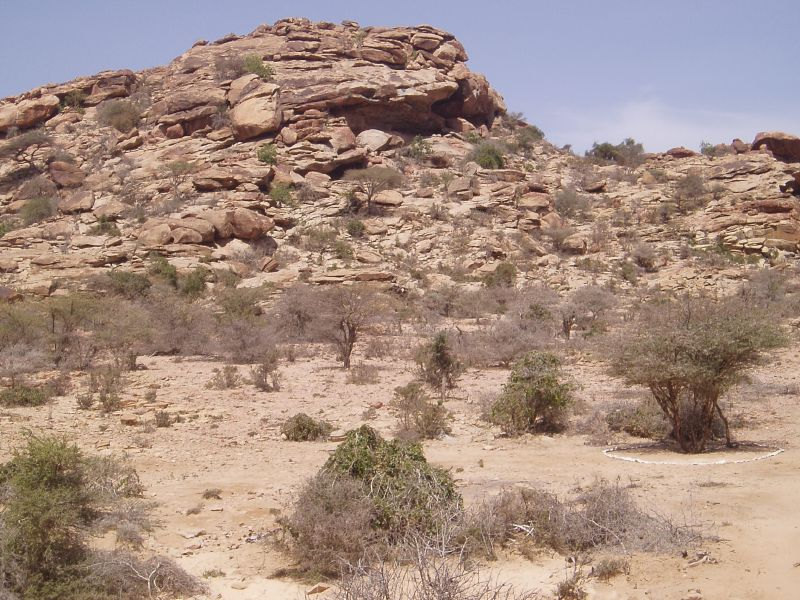
Laas Geel

Laas Geel je skupina jeskyní a skalních převisů s prehistorickými malbami v Somalilandu (dnešní autonomní republika, bývalá část Somálska). Lokalita se nachází v zemědělské oblasti nedaleko Hargeysy, hlavního města Somalilandu, a zdejší neolitické malby jsou považovány za nejstarší a nejlépe zachované svého druhu v Africkém rohu. 

## Popis
Malby, jejichž vznik se klade do 9. až 3. tisíciletí př. n. l., objevili francouzští archeologové roku 2002, později je prozkoumaly další expedice. Podobají se malbám v blízkých lokalitách v severním Somálsku. Zobrazují zejména krávy, ozdobené k nějakému rituálu, slavnostně oblečené lidi, ale také psy a žirafu. Ačkoli jsou silně stylizované, vrhají nové světlo na počátky zemědělství a domestikace zvířat v této části Afriky.

## Galerie

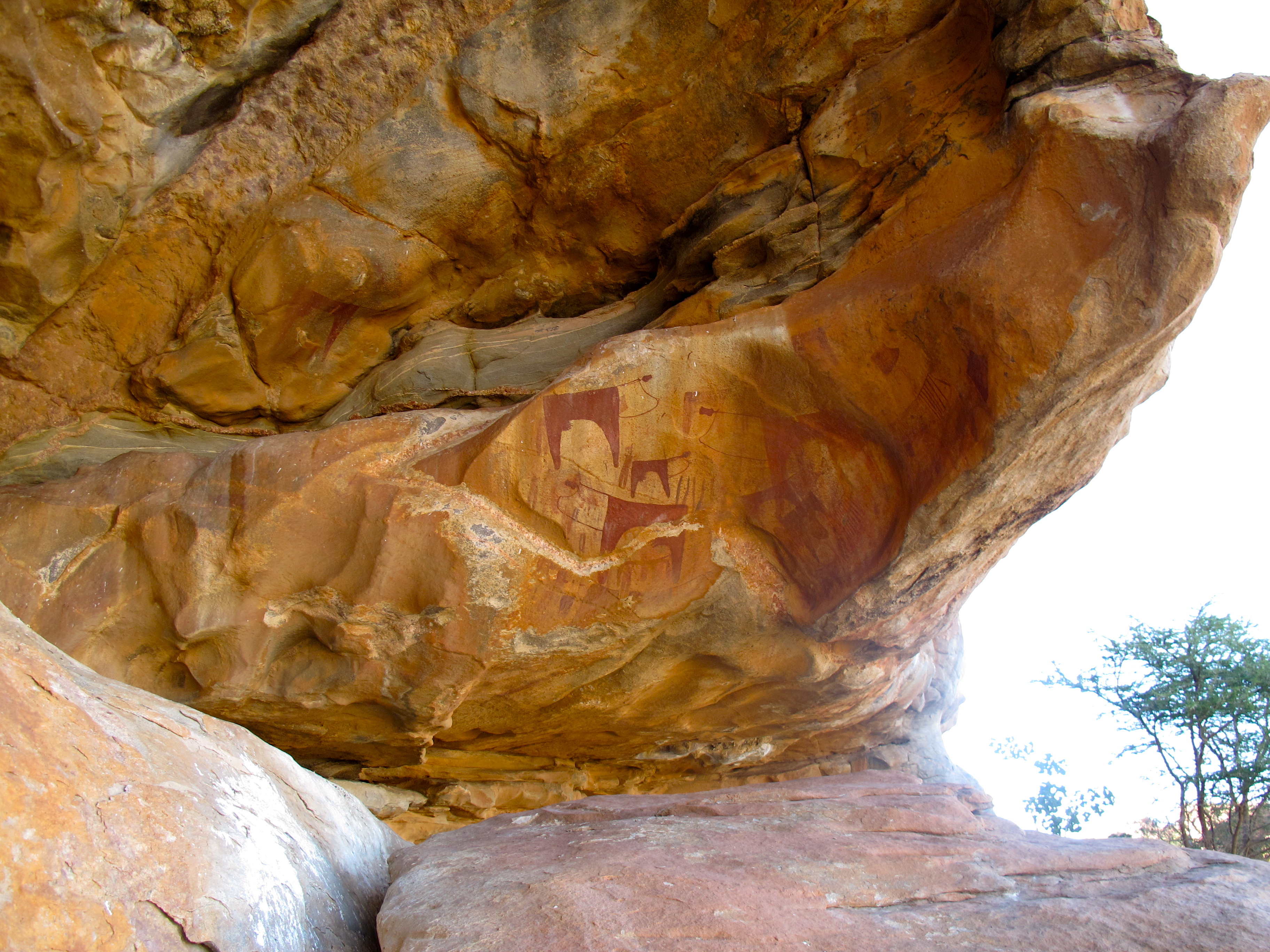
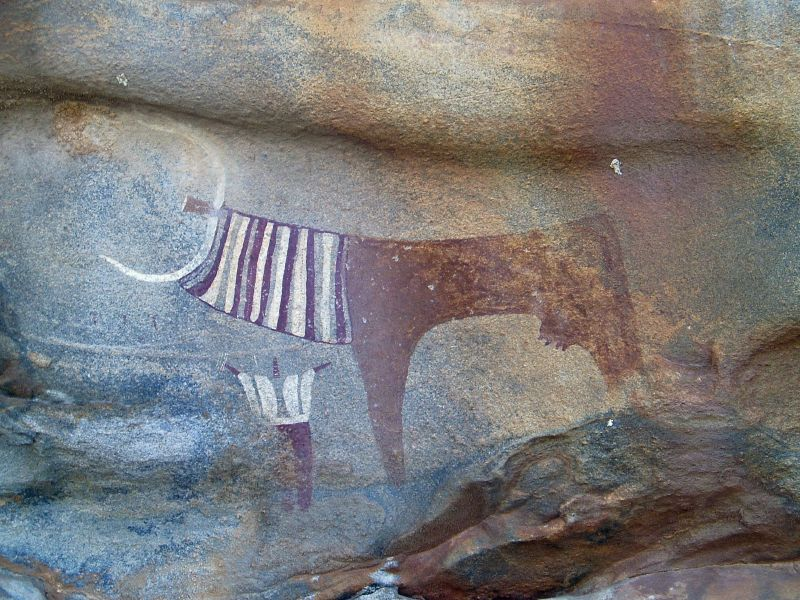
Kráva a člověk
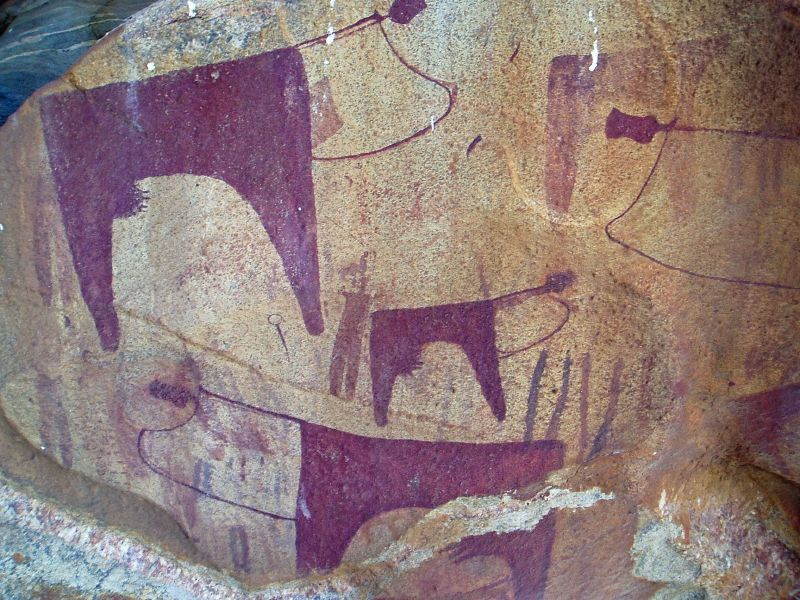
Krávy